# Fonction zêta multiple
En mathématiques, les fonctions zêta multiples sont des généralisations de la fonction zêta de Riemann, définie par
{\displaystyle \zeta (s_{1},\ldots ,s_{k})=\sum _{n_{1}>n_{2}>\cdots >n_{k}>0}\ {\frac {1}{n_{1}^{s_{1}}\cdots n_{k}^{s_{k}}}}=\sum _{n_{1}>n_{2}>\cdots >n_{k}>0}\ \prod _{i=1}^{k}{\frac {1}{n_{i}^{s_{i}}}},\!}
et converge lorsque Re(s1) + . . . + Re(si) > i pour tout i–1 < k. Comme la fonction zêta de Riemann, les fonctions zêta multiples peuvent être prolongée analytiquement en des fonctions méromorphes (voir, par exemple, Zhao (1999)). Lorsque s1..., sk sont des entiers positifs (avec s1 > 1) ces sommes sont souvent appelées valeurs zêta multiples (VZM) ou sommes d'Euler.
Dans la définition ci-dessus, k est nommé la « profondeur » d'une VZM, et n = s1 + ... + sk est le « poids ».

## Définition
Les fonctions zêta multiples apparaissent comme des cas particuliers des fonctions polylogarithmes multiples
{\displaystyle \mathrm {Li} _{s_{1},\ldots ,s_{d}}(\mu _{1},\ldots ,\mu _{d})=\sum \limits _{k_{1}>\cdots >k_{d}>0}{\frac {\mu _{1}^{k_{1}}\cdots \mu _{d}^{k_{d}}}{k_{1}^{s_{1}}\cdots k_{d}^{s_{d}}}}}
qui sont des généralisations des fonctions polylogarithmes. Quand les {\displaystyle \mu _{i}} sont les nièmes racines de l'unité et les {\displaystyle s_{i}} sont tous des entiers positifs, les valeurs du polylogarithme multiple sont appelées valeurs zêta multiples colorées de niveau n.
{\displaystyle \zeta (s_{1},\ldots ,s_{d};\varepsilon _{1},\ldots ,\varepsilon _{d})=\sum \limits _{k_{1}>\cdots >k_{d}>0}{\frac {\varepsilon _{1}^{k_{1}}\cdots \varepsilon ^{k_{d}}}{k_{1}^{s_{1}}\cdots k_{d}^{s_{d}}}}}
Pour n=2, les sommes d'Euler s'écrivent
{\displaystyle \int _{0}^{x}f_{1}(t)\cdots f_{d}(t)\mathrm {d} t=\int _{0}^{x}f_{1}(t_{1})\left(\int _{0}^{t_{1}}f_{2}(t_{2})\left(\int _{0}^{t_{2}}\cdots \left(\int _{0}^{t_{d}}f_{d}(t_{d})\mathrm {d} t_{d}\right)\right)\mathrm {d} t_{2}\right)\mathrm {d} t_{1}}
où {\displaystyle \varepsilon _{i}=\pm 1} . Parfois, il est indiqué une barre sur {\displaystyle s_{i}} correspondant à un {\displaystyle \varepsilon _{i}} égal à {\displaystyle -1}, donc par exemple {\displaystyle \zeta ({\overline {a}},b)=\zeta (a,b;-1,1)} .

## Structure intégrale et identités
Il a été remarqué par Kontsevich qu'il est possible d'exprimer une  valeur zêta multiple colorée comme certaines intégrales multivariables. Ce résultat est souvent énoncé avec l'utilisation d'une convention pour les intégrales itérées, laquelle est:
{\displaystyle \int _{0}^{x}f_{1}(t)\cdots f_{d}(t)\mathrm {d} t=\int _{0}^{x}f_{1}(t_{1})\left(\int _{0}^{t_{1}}f_{2}(t_{2})\left(\int _{0}^{t_{2}}\cdots \left(\int _{0}^{t_{d}}f_{d}(t_{d})\mathrm {d} t_{d}\right)\right)\mathrm {d} t_{2}\right)\mathrm {d} t_{1}}

En utilisant cette convention, le résultat peut être énoncé comme suit :
{\displaystyle \mathrm {Li} _{s_{1},\ldots ,s_{d}}(\mu _{1},\ldots ,\mu _{d})=\int _{0}^{1}\left({\frac {\mathrm {d} t}{t}}\right)^{s_{1}-1}{\frac {dt}{a_{1}-t}}\cdots \left({\frac {\mathrm {d} t}{t}}\right)^{s_{d}-1}{\frac {\mathrm {d} t}{a_{d}-t}}} 
où {\displaystyle a_{j}=\prod \limits _{i=1}^{j}\mu _{i}^{-1}} pour {\displaystyle j=1,2,\ldots ,d} .
Ce résultat est très utile en raison d'un résultat bien connu concernant les produits d'intégrales itérées, à savoir que
{\displaystyle \left(\int _{0}^{x}f_{1}(t)dt\cdots f_{n}(t)\mathrm {d} t\right)\left(\int _{0}^{x}f_{n+1}(t)\mathrm {d} t\cdots f_{m}(t)\mathrm {d} t\right)=\sum \limits _{\sigma \in {\mathfrak {Sh}}_{n,m}}\int _{0}^{x}f_{\sigma (1)}(t)\cdots f_{\sigma (m)}(t)} où {\displaystyle {\mathfrak {Sh}}_{n,m}=\{\sigma \in S_{m}\mid \sigma (1)<\cdots <\sigma (n),\sigma (n+1)<\cdots <\sigma (m)\}}
et {\displaystyle S_{m}} est le groupe de permutation sur {\displaystyle m} symboles.
Pour l'utiliser dans le contexte de plusieurs valeurs zêta, soit {\displaystyle X=\{a,b\}}, {\displaystyle X^{*}} le monoïde libre engendré par {\displaystyle X} et {\displaystyle {\mathfrak {A}}} le {\displaystyle \mathbb {Q} }-espace vectoriel libre engendré par {\displaystyle X^{*}}. {\displaystyle {\mathfrak {A}}} peut être muni du produit de mélange, donnant une algèbre. Alors la fonction zêta multiple peut être considérée comme une fonction d'évaluation, où on identifie {\displaystyle a={\frac {dt}{t}}}, {\displaystyle b={\frac {dt}{1-t}}}, par {\displaystyle \zeta (\mathbf {w} )=\int _{0}^{1}\mathbf {w} } pour tout {\displaystyle \mathbf {w} \in X^{*}},{\displaystyle \zeta (a^{s_{1}-1}b\cdots a^{s_{d}-1}b)=\zeta (s_{1},\ldots ,s_{d})}.

Alors, l'identité intégrale sur les produits donne
{\displaystyle \zeta (w)\zeta (v)=\zeta (w{\text{ ⧢ }}v)}.

## Exemples

### Cas de deux paramètres
Dans le cas particulier de seulement deux paramètres on a (avec s >1 et n,m entier) :
{\displaystyle \zeta (s,t)=\sum _{n>m\geq 1}\ {\frac {1}{n^{s}m^{t}}}=\sum _{n=2}^{\infty }{\frac {1}{n^{s}}}\sum _{m=1}^{n-1}{\frac {1}{m^{t}}}=\sum _{n=1}^{\infty }{\frac {1}{(n+1)^{s}}}\sum _{m=1}^{n}{\frac {1}{m^{t}}}}
{\displaystyle \zeta (s,t)=\sum _{n=1}^{\infty }{\frac {H_{n,t}}{(n+1)^{s}}}} où {\displaystyle H_{n,t}} sont les nombres harmoniques généralisés.
Les fonctions zêta multiples sont connues pour satisfaire ce que l'on appelle la dualité VZM, dont le cas le plus simple est la fameuse identité d'Euler :
{\displaystyle \sum _{n=1}^{\infty }{\frac {H_{n}}{(n+1)^{2}}}=\zeta (2,1)=\zeta (3)=\sum _{n=1}^{\infty }{\frac {1}{n^{3}}},\!}
où Hn sont les nombres harmoniques.
Plus généralement, pour s > 0 pair, t > 0 impair, et s+t=2N+1 (en prenant si nécessaire ζ (0) = 0):
{\displaystyle \zeta (s,t)=\zeta (s)\zeta (t)+{\tfrac {1}{2}}\left[{\tbinom {s+t}{s}}-1\right]\zeta (s+t)-\sum _{r=1}^{N-1}\left[{\tbinom {2r}{s-1}}+{\tbinom {2r}{t-1}}\right]\zeta (2r+1)\zeta (s+t-1-2r)}
| s | t | valeur approximative             | formules explicites                                                                        | OEIS    |
| - | - | -------------------------------- | ------------------------------------------------------------------------------------------ | ------- |
| 2 | 2 | 0,811742425283353643637002772406 | {\displaystyle {\tfrac {3}{4}}\zeta (4)}                                                   | A197110 |
| 3 | 2 | 0,228810397603353759768746148942 | {\displaystyle 3\zeta (2)\zeta (3)-{\tfrac {11}{2}}\zeta (5)}                              | A258983 |
| 4 | 2 | 0,088483382454368714294327839086 | {\displaystyle \left(\zeta (3)\right)^{2}-{\tfrac {4}{3}}\zeta (6)}                        | A258984 |
| 5 | 2 | 0,038575124342753255505925464373 | {\displaystyle 5\zeta (2)\zeta (5)+2\zeta (3)\zeta (4)-11\zeta (7)}                        | A258985 |
| 6 | 2 | 0,017819740416835988             |                                                                                            | A258947 |
| 2 | 3 | 0,711566197550572432096973806086 | {\displaystyle {\tfrac {9}{2}}\zeta (5)-2\zeta (2)\zeta (3)}                               | A258986 |
| 3 | 3 | 0,213798868224592547099583574508 | {\displaystyle {\tfrac {1}{2}}\left(\left(\zeta (3)\right)^{2}-\zeta (6)\right)}           | A258987 |
| 4 | 3 | 0,085159822534833651406806018872 | {\displaystyle 17\zeta (7)-10\zeta (2)\zeta (5)}                                           | A258988 |
| 5 | 3 | 0,037707672984847544011304782294 | {\displaystyle 5\zeta (3)\zeta (5)-{\tfrac {147}{24}}\zeta (8)-{\tfrac {5}{2}}\zeta (6,2)} | A258982 |
| 2 | 4 | 0,674523914033968140491560608257 | {\displaystyle {\tfrac {25}{12}}\zeta (6)-\left(\zeta (3)\right)^{2}}                      | A258989 |
| 3 | 4 | 0,207505014615732095907807605495 | {\displaystyle 10\zeta (2)\zeta (5)+\zeta (3)\zeta (4)-18\zeta (7)}                        | A258990 |
| 4 | 4 | 0,083673113016495361614890436542 | {\displaystyle {\tfrac {1}{2}}\left(\left(\zeta (4)\right)^{2}-\zeta (8)\right)}           | A258991 |

Notez que si {\displaystyle s+t=2p+2} ces VZM ne peuvent pas être écrites en fonction de {\displaystyle \zeta (a)} seulement.

### Cas de trois paramètres
Dans le cas particulier de seulement trois paramètres on a (avec a>1 et n,j,i entier) :
{\displaystyle \zeta (a,b,c)=\sum _{n>j>i\geq 1}\ {\frac {1}{n^{a}j^{b}i^{c}}}=\sum _{n=1}^{\infty }{\frac {1}{(n+2)^{a}}}\sum _{j=1}^{n}{\frac {1}{(j+1)^{b}}}\sum _{i=1}^{j}{\frac {1}{(i)^{c}}}=\sum _{n=1}^{\infty }{\frac {1}{(n+2)^{a}}}\sum _{j=1}^{n}{\frac {H_{i,c}}{(j+1)^{b}}}}

## Formule de réflexion d'Euler
Les VZM ci-dessus satisfont la formule de réflexion d'Euler :
{\displaystyle \zeta (a,b)+\zeta (b,a)=\zeta (a)\zeta (b)-\zeta (a+b)} pour {\displaystyle a,b>1}
En utilisant les relations de mélange, il est facile de prouver que :
{\displaystyle \zeta (a,b,c)+\zeta (a,c,b)+\zeta (b,a,c)+\zeta (b,c,a)+\zeta (c,a,b)+\zeta (c,b,a)=\zeta (a)\zeta (b)\zeta (c)+2\zeta (a+b+c)-\zeta (a)\zeta (b+c)-\zeta (b)\zeta (a+c)-\zeta (c)\zeta (a+b)} pour {\displaystyle a,b,c>1}

## Sommes symétriques en fonction de zêta
Soit {\displaystyle S(i_{1},i_{2},\cdots ,i_{k})=\sum _{n_{1}\geq n_{2}\geq \cdots n_{k}\geq 1}{\frac {1}{n_{1}^{i_{1}}n_{2}^{i_{2}}\cdots n_{k}^{i_{k}}}}}, et étant donné une partition {\displaystyle \Pi =\{P_{1},P_{2},\dots ,P_{l}\}} de l'ensemble {\displaystyle \{1,2,\dots ,k\}}, on pose {\displaystyle c(\Pi )=(\left|P_{1}\right|-1)!(\left|P_{2}\right|-1)!\cdots (\left|P_{l}\right|-1)!}. Enfin, étant donné un tel {\displaystyle \Pi } et un k-uplet {\displaystyle i=\{i_{1},...,i_{k}\}}, on définit {\displaystyle \zeta (i,\Pi )=\prod _{s=1}^{l}\zeta (\sum _{j\in P_{s}}i_{j})}.
Les relations entre les {\displaystyle \zeta } et {\displaystyle S} sont données par: {\displaystyle S(i_{1},i_{2})=\zeta (i_{1},i_{2})+\zeta (i_{1}+i_{2})}et{\displaystyle S(i_{1},i_{2},i_{3})=\zeta (i_{1},i_{2},i_{3})+\zeta (i_{1}+i_{2},i_{3})+\zeta (i_{1},i_{2}+i_{3})+\zeta (i_{1}+i_{2}+i_{3})}
Théorème (Hoffman) — Pour tout réel {\displaystyle i_{1},\cdots ,i_{k}>1,}{\displaystyle \sum _{\sigma \in S_{k}}S(i_{\sigma (1)},\dots ,i_{\sigma (k)})=\sum _{{\text{partitions }}\Pi {\text{ de }}\{1,\dots ,k\}}c(\Pi )\zeta (i,\Pi )}.
Pour {\displaystyle k=3}, le théorème énonce :{\displaystyle \sum _{\sigma \in \sum _{3}}S(i_{\sigma (1)},i_{\sigma (2)},i_{\sigma (3)})=\zeta (i_{1})\zeta (i_{2})\zeta (i_{3})+\zeta (i_{1}+i_{2})\zeta (i_{3})+\zeta (i_{1})\zeta (i_{2}+i_{3})+\zeta (i_{1}+i_{3})\zeta (i_{2})+2\zeta (i_{1}+i_{2}+i_{3})} pour {\displaystyle i_{1},i_{2},i_{3}>1}.
Pour énoncer l'analogue du théorème 1 pour {\displaystyle \zeta }, on définit la quantité suivante : pour {\displaystyle \Pi =\{P_{1},\cdots ,P_{l}\}} ou {\displaystyle \{1,2\cdots ,k\}}, soit {\displaystyle {\tilde {c}}(\Pi )=(-1)^{k-l}c(\Pi )}.
Théorème (Hoffman) — Pour tout réel {\displaystyle i_{1},\cdots ,i_{k}>1}, {\displaystyle \sum _{\sigma \in S_{k}}\zeta (i_{\sigma (1)},\dots ,i_{\sigma (k)})=\sum _{{\text{partitions }}\Pi {\text{ de }}\{1,\dots ,k\}}{\tilde {c}}(\Pi )\zeta (i,\Pi )}.

## Les conjectures liées aux sommes d'Euler
Conjecture de la somme (Hoffman) — Pour tous entiers positifs k et n, {\displaystyle \sum _{i_{1}+\cdots +i_{k}=n,i_{1}>1}\zeta (i_{1},\cdots ,i_{k})=\zeta (n)}, où la somme est étendue sur des k-uplets {\displaystyle i_{1},\cdots ,i_{k}} d'entiers positifs avec {\displaystyle i_{1}>1}.
Trois remarques concernant cette conjecture s'imposent.
- Premièrement, cela implique {\displaystyle \sum _{i_{1}+\cdots +i_{k}=n,i_{1}>1}S(i_{1},\cdots ,i_{k})={n-1 \choose k-1}\zeta (n)}.

- Deuxièmement, dans le cas {\displaystyle k=2}, cela s'écrit{\displaystyle \zeta (n-1,1)+\zeta (n-2,2)+\cdots +\zeta (2,n-2)=\zeta (n)}, ou encore {\displaystyle 2S(n-1,1)=(n+1)\zeta (n)-\sum _{k=2}^{n-2}\zeta (k)\zeta (n-k).}

Cela a été prouvé par Euler et a été redécouvert plusieurs fois, notamment par Williams.
- Enfin, C. Moen[10] a prouvé la conjecture dans le cas k=3 par des arguments longs mais élémentaires.

Pour la conjecture de la dualité, on définit d'abord une involution {\displaystyle \tau } sur l'ensemble {\displaystyle \Im } des suites finies d'entiers positifs dont le premier élément est supérieur à 1. Soit {\displaystyle \mathrm {T} } l'ensemble des suites finies strictement croissantes d'entiers positifs, et soit {\displaystyle \Sigma :\Im \rightarrow \mathrm {T} } la fonction qui envoie une suite de {\displaystyle \Im } à la suite de ses sommes partielles.
On dira que les suites {\displaystyle (i_{1},\cdots ,i_{k})} et {\displaystyle \tau (i_{1},\cdots ,i_{k})} sont duales l'une de l'autre.
Conjecture de la somme (Hoffman) — Si {\displaystyle (h_{1},\cdots ,h_{n-k})} est dual de {\displaystyle (i_{1},\cdots ,i_{k})}, alors {\displaystyle \zeta (h_{1},\cdots ,h_{n-k})=\zeta (i_{1},\cdots ,i_{k})}.
Cette conjecture peut être exprimée comme suit : la valeur zêta de Riemann d'un entier n ≥ 2 est égal à la somme de toutes les VZMs des partitions de profondeur k et de poids n, avec 1 ≤ k ≤n − 1. Dans la formule :
{\displaystyle \sum _{\stackrel {s_{1}+\cdots +s_{k}=n}{s_{1}>1}}\zeta (s_{1},\ldots ,s_{k})=\zeta (n)}
Par exemple avec une profondeur k = 2 et un poids n = 7 :
{\displaystyle \zeta (6,1)+\zeta (5,2)+\zeta (4,3)+\zeta (3,4)+\zeta (2,5)=\zeta (7)}

## Valeurs zêta de Mordell – Tornheim
La fonction zêta de Mordell–Tornheim, introduite par Matsumoto (2003) motivé par les articles Mordell (1958) et Tornheim (1950), est définie par
{\displaystyle \zeta _{MT,r}(s_{1},\dots ,s_{r};s_{r+1})=\sum _{m_{1},\dots ,m_{r}>0}{\frac {1}{m_{1}^{s_{1}}\cdots m_{r}^{s_{r}}(m_{1}+\dots +m_{r})^{s_{r+1}}}}}
C'est un cas particulier de la fonction zeta de Shintani.